# 柯尼斯堡
柯尼斯堡（卡拉廖丘斯、低地德语：Königsbarg，克鲁列维茨），又譯哥尼斯堡，即如今俄罗斯加里宁格勒州首府加里宁格勒，位于桑比亚半岛南部，由条顿骑士团北方十字军于1255年建立，先后被条顿骑士团国、普鲁士公国和东普鲁士定为首都或首府。柯尼斯堡曾是德国東部的文化中心之一，伊曼努尔·康德、E·T·A·霍夫曼和达维德·希耳伯特、奥托·黑塞均出生於此且都曾在此居住过。
第二次世界大战期间，柯尼斯堡在1944年遭受盟军轟炸而损失惨重。1945年柯尼斯堡戰役后，苏联红军占领城市。战后，根据《波茨坦协定》，柯尼斯堡成为苏联领土。1946年，为纪念刚逝世的苏联共产党和苏维埃国家领导人米哈伊尔·加里宁，柯尼斯堡更名为加里宁格勒。
數學上，「柯尼斯堡七橋問題」也是以柯尼斯堡布勒格爾河為背景，歐拉對該問題的研究發展出了圖論。

## 历史

### 条顿骑士团

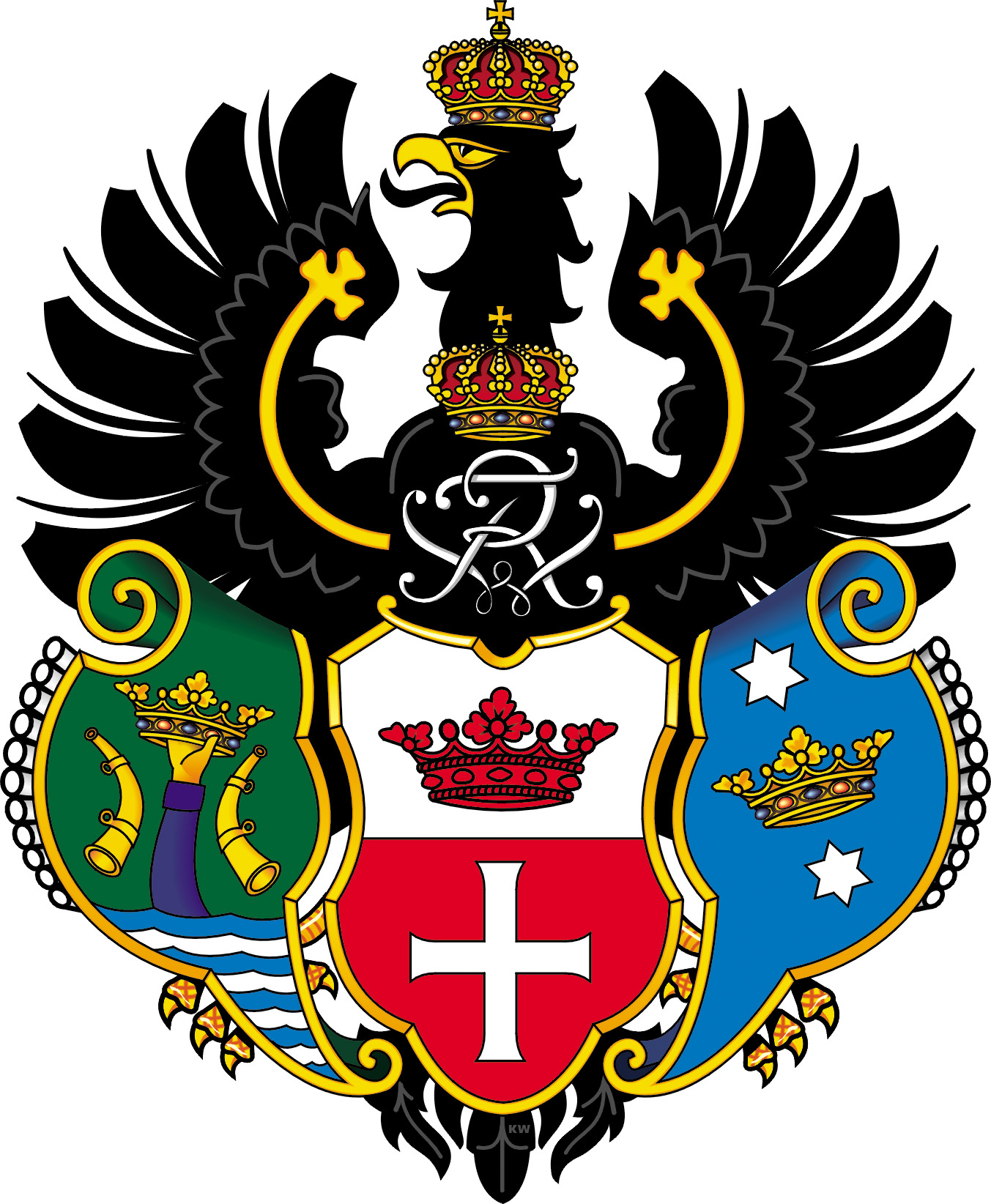
柯尼斯堡市徽

最初，柯尼斯堡的所在位置是由古普鲁士人建立的几处定居点，称为特旺斯特（Twangste）。1255年，条顿骑士团征服古普鲁士人薩姆比亞部落，特旺斯特被摧毁。随后，一个新的要塞在原地建立，称为柯尼斯堡（Conigsberg），意为国王之山（König: 国王，Berg: 山），以纪念波希米亚国王普热米斯尔·奥托卡二世。正是奥托卡国王捐资兴建了本地第一座城堡，柯尼斯堡城堡。围绕新城堡，沿普列戈利亚河逐渐发展出阿尔茨塔特、克奈普霍夫和勒贝希特三个镇，距离维斯图拉潟湖约4.5英里。
条顿骑士团将柯尼斯堡作为攻占桑比亚半岛和与立陶宛大公国作战的基地。1262年－63年，因不满条顿武士团强迫其改变宗教信仰，普鲁士人举行起义，柯尼斯堡被围攻，最终在宝剑骑士团的帮助下才得以解脱。1286年，阿尔茨塔特获得库尔姆权利，1327年，克奈普霍夫获得特许。
在条顿骑士团国时期，柯尼斯堡是一位骑士团首领的居住地，也是桑兰（Samland）教区的主教座堂所在地。桑兰教区由教皇使节摩德纳的威廉于1243年划定，是普鲁士的四个教区之一，布拉格的亚德伯成为柯尼斯堡大教堂的主保圣人。
1340年，柯尼斯堡成为汉萨同盟的成员，城市快速发展成波罗的海东南部的重要港口，来自普鲁士、波兰王国和立陶宛大公国的货物在此交易。1324年－1330年，作家杜伊斯堡的彼得可能是在柯尼斯堡写就了其代表作《普鲁士编年史》。1348年，在条顿骑士团战胜非基督教徒的立陶宛人后，大团长温里希·冯·克尼普罗德在柯尼斯堡建立起一座熙笃会修道院。有理想有追求的学生先在柯尼斯堡接受教育，然后再前往布拉格大学或莱比锡大学等其它地方进一步深造。
虽然在第一次坦能堡戰役中遭受惨败，但整个波兰-立陶宛-条顿战争期间柯尼斯堡一直都处于条顿骑士团的控制之下。宝剑骑士团接替了柯尼斯堡的防务，并参与到被瓦迪斯瓦夫二世军队占领过的城镇的重建中。
1454年，普鲁士人联盟起义反抗条顿骑士团并向波兰寻求援助。克奈普霍夫宣布支持起义军，但柯尼斯堡的其余部分则依旧效忠于条顿骑士团。1457年，大团长路德维希·冯·埃利希斯豪森从条顿骑士团总部马尔堡城堡逃到柯尼斯堡。随着西普鲁士归属战胜的波兰，十三年战争结束，柯尼斯堡成为条顿骑士团国的新首都，而条顿骑士团则成为波兰王国的附庸。

### 普鲁士公国

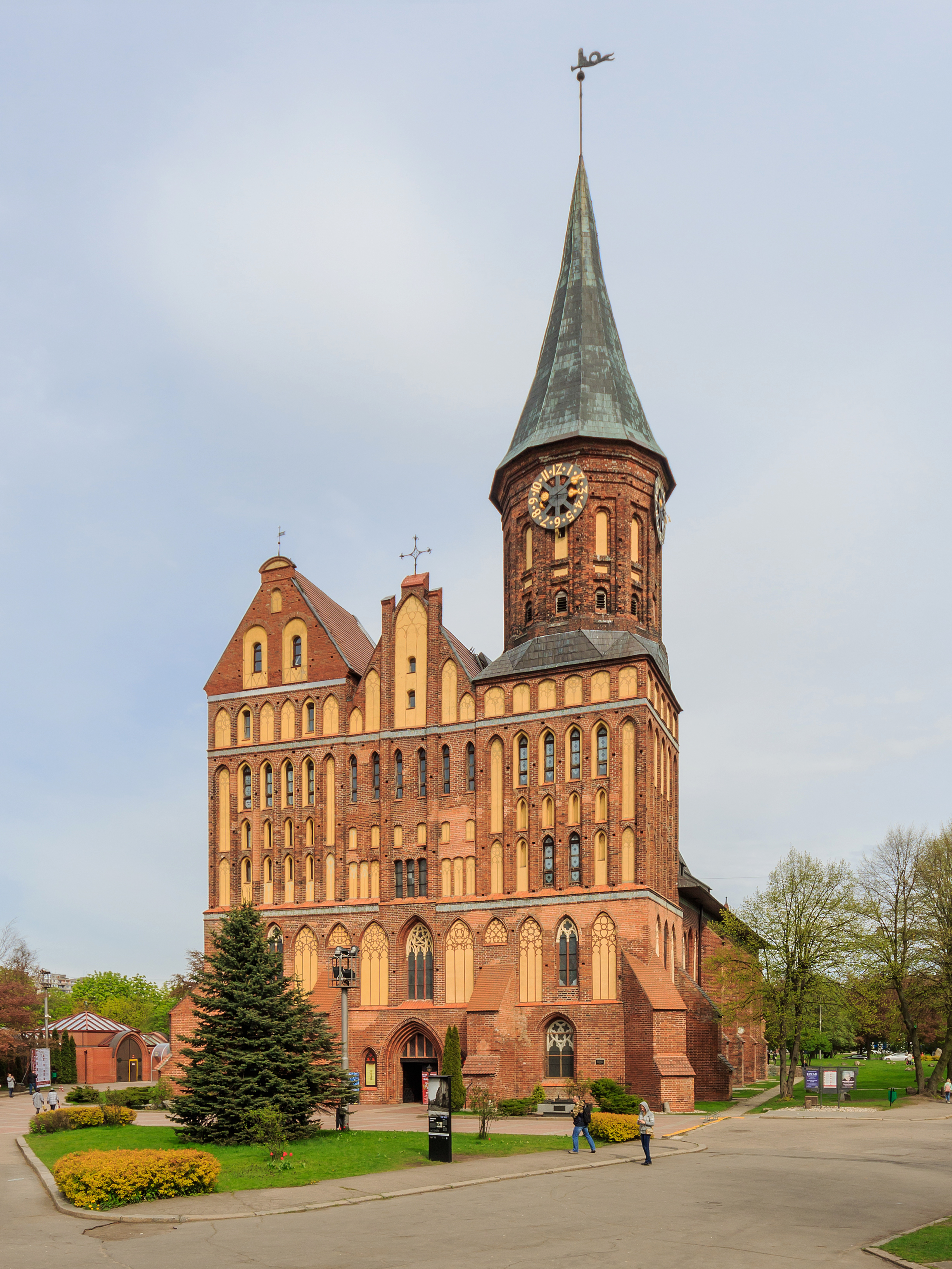
柯尼斯堡大教堂

在宗教改革中，路德宗在柯尼斯堡逐渐占据主要地位。1525年，来自霍亨索伦家族的勃兰登堡-安斯巴赫的阿尔布雷希特大团长宣布普鲁士改宗路德宗。阿尔布雷希特向其叔叔波兰国王齐格蒙特一世宣誓效忠，成为新的普鲁士公国的第一任公爵。
作为公国首都，柯尼斯堡是普鲁士最大的城市和港口，拥有相当的自主权、独立的议会和货币，市民主要使用德语。城市因出口小麦、木材、大麻、皮毛和沥青等商品而迅速繁荣起来。在16世纪末期，柯尼斯堡、但泽和里加是波罗的海少数几个每年有超过一百艘船只到访的港口。1544年由阿尔布雷希特建立的柯尼斯堡大学是当时传授新教的中心之一。
1568年，阿尔布雷希特的儿子阿尔布雷希特·腓特烈继承王位。1618年，腓特烈逝世，其长婿、来自勃兰登堡侯国的选帝侯约翰·西吉斯蒙德继承王位。自此，普鲁士公国和柯尼斯堡都处于勃兰登堡选帝侯的统治之下，勃兰登堡-普鲁士建立。

### 勃兰登堡-普鲁士

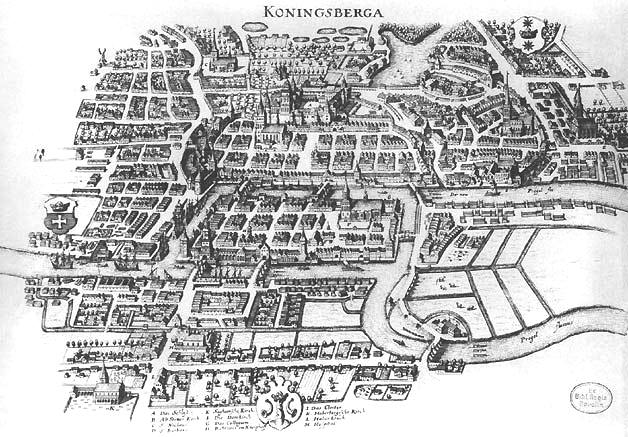
1651年柯尼斯堡地图

三十年战争中，勃兰登堡被瑞典侵占，霍亨索伦家族被迫逃往柯尼斯堡。1641年11月1日，大选帝侯腓特烈·威廉说服普鲁士议会开征消费税。根据1656年1月的《柯尼斯堡条约》，腓特烈承认普鲁士公国为瑞典附庸国并与其结成同盟。而到了1657年，根据《韦劳条约》，普鲁士又重归波兰同盟。直到1660年的《奥利瓦条约》，普鲁士才脱离波兰和瑞典，实现独立。
1661年，腓特烈·威廉向议会宣称其拥有绝对权力，议会集会必须得到他的许可。柯尼斯堡市民在希罗尼穆斯·罗特的率领下，反对大选帝侯的专制主义，但腓特烈在军队的支持下成功保证了其威慑力。罗特被囚禁在派茨，直至1678年逝世。
1663年10月18日，普鲁士各阶层在柯尼斯堡向腓特烈宣誓效忠 ，但拒绝腓特烈要求建立军事基金的请求。陆军上校克里斯蒂安·路德维希·冯·卡尔克斯滕因此向波兰寻求援助，但卡尔克斯滕却被腓特烈派人绑架，1672年被处死。由此导致的结果是，1673年和1674年腓特烈在没有得到许可的情况下收税并在柯尼斯堡增加了一支驻军。柯尼斯堡经济和政治影响力势微，容克的力量得到逐步增强。
长期以来，柯尼斯堡一直是勃兰登堡-普鲁士内路德宗抵抗加尔文宗的中心。1668年，腓特烈强迫城市接纳信仰加尔文宗的公民和富人。

### 普鲁士王国

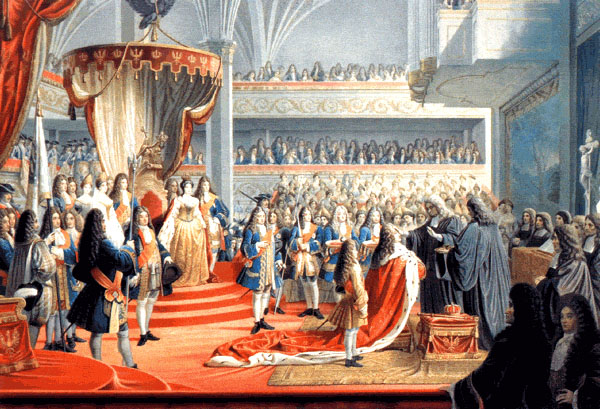
1701年普鲁士国王腓特烈一世加冕仪式

1701年1月18日，腓特烈·威廉的儿子，选帝侯腓特烈三世在柯尼斯堡城堡加冕，成为普鲁士国王腓特烈一世。能从普鲁士公国升级为普鲁士王国，是因为霍亨索伦家族在普鲁士拥有独立于波兰和神圣罗马帝国的威信力。“普鲁士王国”越来越多地被用来形容霍亨索伦家族的领地，而原来普鲁士公国则成为普鲁士省，柯尼斯堡是其首府。普鲁士国王的主要居住地也移到了柏林和波茨坦。
1709年9月至1710年4月间，柯尼斯堡暴发瘟疫和其他疾病，9,368人死亡，约占城市人口的四分之一。1724年6月13日，阿尔茨塔特、克奈普霍夫和勒贝希特正式合并成为柯尼斯堡。

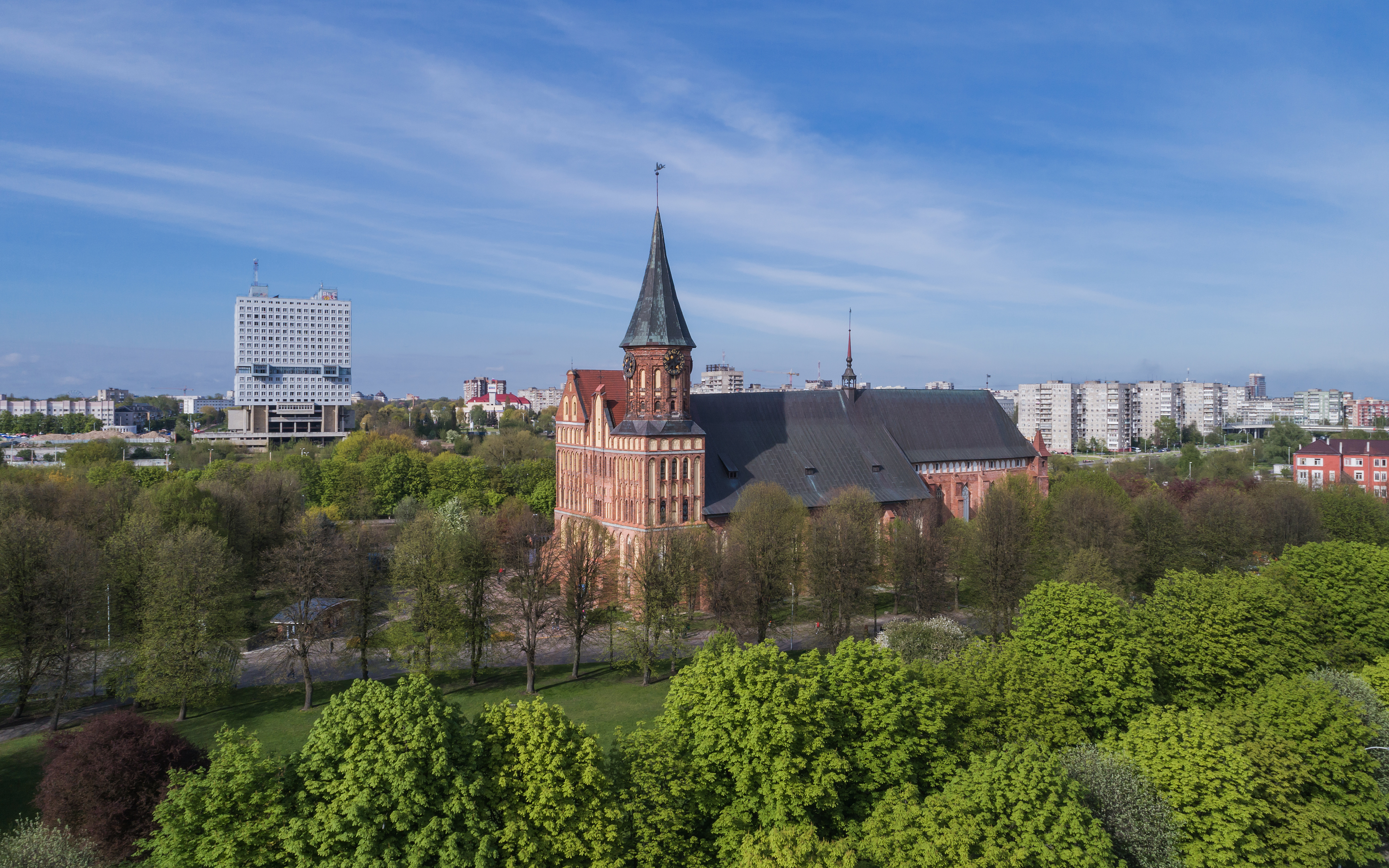
柯尼斯堡大教堂

在七年战争中的1758年初，俄罗斯帝国占领东普鲁士。1757年12月31日，女皇伊丽莎白·彼得罗芙娜发布敕令，宣布将柯尼斯堡并入俄罗斯。1758年1月24日，柯尼斯堡居民向伊丽莎白称臣。1758年至1762年间，来自俄罗斯的五名总督负责管理柯尼斯堡。
在波兰被第一次瓜分后，1773年，柯尼斯堡成为东普鲁士省的首府。至1800年，柯尼斯堡城市周长约为5英里，人口约六万，其中包括一支约七千人的驻军，是当时人口最多的德国城市。
在第四次反法同盟战争中，在1806年普鲁士被拿破仑·波拿巴击败后，国王腓特烈·威廉三世及其王室成员从柏林逃往柯尼斯堡。城市成为抵抗拿破仑的政治中心之一。为了激发普鲁士中层阶级的自由主义和民族主义精神，“道德联盟（League of Virtue）”于1808年4月在柯尼斯堡成立。虽然联盟在1809年12月被法国人解散，但其精神理想被弗里德里希·路德维希·雅恩带到了柏林并得到传承。
1819年，柯尼斯堡拥有人口63,800人。1824年至1878年间，柯尼斯堡一直是普鲁士省的首府，而普鲁士省则是由东普鲁士和西普鲁士合并而成。
在省长和当地的《柯尼斯堡报》的号召和领导下，柯尼斯堡成为反对腓特烈·威廉四世保守统治的自由主义堡垒。在1848年革命中，柯尼斯堡共发生了21起动荡事件，大部分示威行动被镇压。1871年，在由普鲁士人领导的德意志统一过程中，柯尼斯堡成为德意志帝国的一部分。 
在规模庞大的普鲁士东部铁路的帮助下，柯尼斯堡与布雷斯劳、托恩、因斯特堡、蒂尔西特和皮劳相连。1860年，随着连接柏林和圣彼得堡的铁路完工，柯尼斯堡的商业得以迅速发展。1900年，电气化铁路完工后，往来于柯尼斯堡与梅默尔、拉比奥、克兰茨、蒂尔西特和但泽之间的定期火车开通。1901年，通往皮劳的运河建成，柯尼斯堡与俄罗斯的谷物交易得以迅速增长。但是，如同当时的德國東部城市一样，柯尼斯堡的经济总体还是在下滑。到1900年，柯尼斯堡的人口增至188,000人，其中包括9,000名驻军。1914年，柯尼斯堡人口为246,000人，大量犹太人拥入城市。

### 魏玛共和国

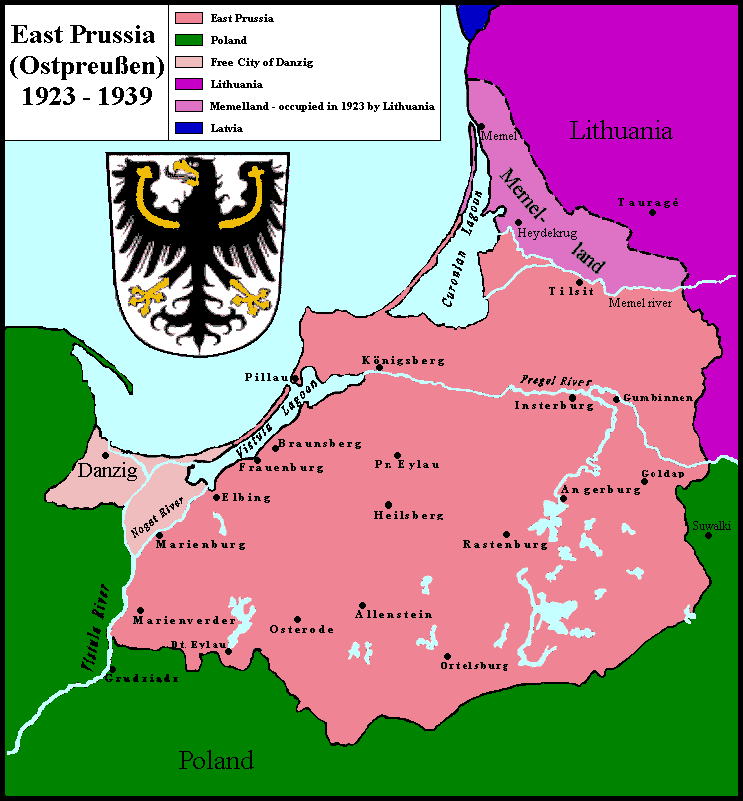
1919年至1939年间的东普鲁士

第一次世界大战中，德意志帝国被協約國打败，魏玛共和国建立。随着威廉二世退位，普鲁士王国改組為自由邦。柯尼斯堡和东普鲁士与魏玛共和国的其余部分被波兰走廊分隔开，同時但澤被劃出德國（雖然本市99%的居民都是德國人），接受國際聯盟的管理。

### 纳粹德国
1932年，由奥托·布劳恩领导的普鲁士社民党政府下台，纳粹党埃里希·科赫取而代之，直至1945年。
1935年，德意志国防军指定柯尼斯堡为第一军区司令部所在地，后者负责整个东普鲁士的军事防务。1939年3月，第一军区扩容，克萊佩達地區被纳入其中。1939年10月，军区再次扩容，切哈努夫和苏瓦乌基地区纳入。1942年，军区第三次扩容，將比亚韦斯托克地区纳入。到达柯尼斯堡的部队包括第1和第61步兵師，后者的军人主要来自东普鲁士。军区参与了入侵比利时和苏联的行动。英国首相温斯顿·丘吉尔在其著作《第二次世界大战回忆录》中称柯尼斯堡为“现代化重型防御堡垒”。
根据1939年5月17日人口普查，柯尼斯堡拥有人口372,164人。
第一次世界大战后，东普鲁士的13,000名犹太人有三分之一居住在柯尼斯堡。1933年至1938年10月间，城市的犹太人口从3,200人缩减至2,100人。建于1896年的柯尼斯堡新犹太教会堂在水晶之夜后被毁坏，犹太人仅剩500人左右。1942年1月20日万湖会议后，柯尼斯堡的犹太人开始被遣送至小特罗斯泰内茨灭绝营、特雷辛斯塔特集中营和奥斯威辛集中营等地。

### 第二次世界大战
1944年，盟军轰炸柯尼斯堡，城市遭受重创，大火燃烧了几天几夜。城市历史中心，特别是阿尔茨塔特、克奈普霍夫和勒贝希特被完全摧毁，位于其间的大教堂、城堡和大学均未能幸免。
在苏联红军于1944年10月进入东普鲁士之前，柯尼斯堡的许多人逃离城市，尤其是当苏联人在内梅尔斯多夫和贡宾嫩进行屠杀的消息传来时。1945 年初，在波蘭出生的蘇聯元帥康斯坦丁·羅科索夫斯基的指揮下，蘇聯軍隊将德军围困在东普鲁士中部。 在薩姆蘭行動中，巴格拉米扬將軍的波羅的海第一方面軍，現在被稱為薩姆蘭集團，於 4 月占領了柯尼斯堡。 儘管希特勒曾宣布柯尼斯堡為“德國精神的不可戰勝的堡壘”，但蘇聯人在長達三個月的圍攻後佔領了這座城市。1945年1月13日，由伊万·切尔尼亚霍夫斯基率领的苏联军队到达柯尼斯堡并形成包围直至月底，但德国人的一次成功突围使得大量平民得以逃离。
1月21日，在苏联红军的东普鲁士攻势中，来自塞拉彭、耶紹、海利根貝爾、希彭貝爾蓋爾道恩、斯图托夫集中营的波兰和匈牙利犹太人被纳粹德国集中到柯尼斯堡。其中的七千多人被迫前往桑比亚半岛并最终在帕尔姆尼肯被处死。
4月9日，在红军的强烈攻势下，柯尼斯堡德军司令奥托·拉施率残余部队投降。此时，城市中的军民死亡已达42,000人，而被俘的则超过90,000人。拉施的地下指挥所被保留，并开僻成一座博物馆，此博物館保存至今。
大约有12万人幸存，其中大部分是妇女、儿童和老人。直到 1946 年，德國平民一直被當作強迫勞動者。只有立陶宛人（戰前人口中的一小部分）被集體允許留下來。留下来的德国人中，大部分在1949年前死于疾病、刑讯和饥饿。1949年－1950年，最后幸存的2万德国人被陆续驱赶出柯尼斯堡。
根據蘇聯文件，1945年9月該地區有140,114名德國居民，該地區後來成為加里寧格勒州，其中68,014人在柯尼斯堡。根據蘇聯文件，1947年4月至1951年5月期間，有102,407人被驅逐到德國的蘇聯佔領區。從蘇聯的記錄中看，有多少被驅逐者來自柯尼斯堡市。據估計，1946年春天有43,617名德國人在這座城市。根據德國歷史學家安德列亞斯·科塞特（Andreas Kossert）的說法，蘇聯征服時該市約有100,000至126,000名德國平民，其中只有24,000人倖存下來，於1947年被驅逐出境。飢餓佔死亡人數的75%，流行病（尤其是傷寒）根據科塞特的說法，發燒）為2.6%，暴力為15%。

### 俄罗斯加里宁格勒

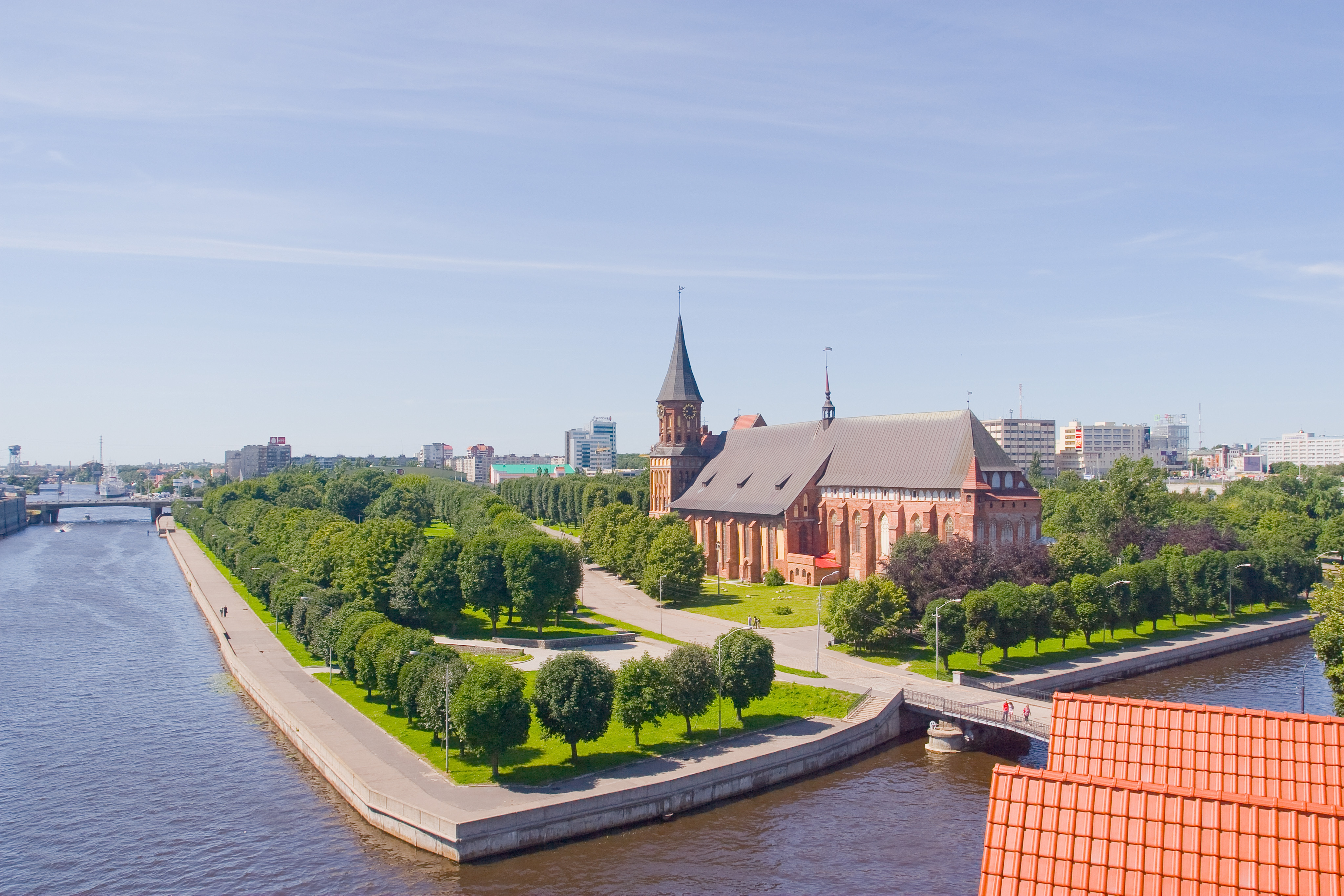
加里宁格勒市区内的老柯尼斯堡建筑

1945年，根据《波茨坦协定》，柯尼斯堡划归苏联。
原文相关内容如下：

V. CITY OF KOENIGSBERG AND THE ADJACENT AREA

The Conference examined a proposal by the Soviet Government that pending the final determination of territorial questions at the peace settlement the section of the western frontier of the Union of Soviet Socialist Republics which is adjacent to the Baltic Sea should pass from a point on the eastern shore of the Bay of Danzig to the east, north of Braunsberg and Goldap, to the meeting point of the frontiers of Lithuania, the Polish Republic and East Prussia. 
The Conference has agreed in principle to the proposal of the Soviet Government concerning the ultimate transfer to the Soviet Union of the city of Koenigsberg and the area adjacent to it as described above, subject to expert examination of the actual frontier. 
The President of the United States and the British Prime Minister have declared that they will support the proposal of the Conference at the forthcoming peace settlement.

(以下为译文)
五、柯尼斯堡市及其周边地区

会议审议了苏联提出的有关其西方前线和平地区未决领土的归属问题，该地区邻近波罗的海，东起但泽湾，南至布劳恩斯堡和戈尔达普，与立陶宛、波兰共和国和东普鲁士接壤。
会议原则上同意苏联最终划归得柯尼斯堡市及上述周边地区的要求，具体边界由专家审议决定。
美国总统和英国首相宣布支持有关此和平地区的会议建议。

在红军占领柯尼斯堡后，城市曾短暂更名为基奥尼斯堡（Kyonigsberg）。1946年7月4日，因苏联最高苏维埃委员会主席、早期布尔什维克之一的米哈伊尔·加里宁逝世，柯尼斯堡因此更名为加里宁格勒。城市里的德国人要么被遣返至盟军占领区，要么发配至西伯利亚古拉格，在那里一半人死于疾病和饥饿。
加里宁格勒的德国人已完全被俄罗斯人取代，德语也被俄语取代。城市得以重建，并经历了工业化和现代化。作为苏联最西部的领土之一的加里宁格勒州在冷战中成为重要的战略地区，波罗的海舰队的总部在1950年代就位于加里宁格勒。因为其重要的战略地位，加里宁格勒曾经不对外国人开放。

## 文化
柯尼斯堡是数学家克里斯蒂安·哥德巴赫和达维德·希耳伯特、物理学家古斯塔夫·基爾霍夫、作家E·T·A·霍夫曼和哲学家伊曼纽尔·康德的出生地。1736年，数学家莱昂哈德·欧拉以柯尼斯堡的桥和岛屿为基础解决了柯尼斯堡七桥问题，并由此产生了新的数学分支——拓扑学和图论。
柯尼斯堡大多数市民使用的方言是低地普鲁士语。柯尼斯堡最受欢迎的食物是柯尼斯堡肉丸。

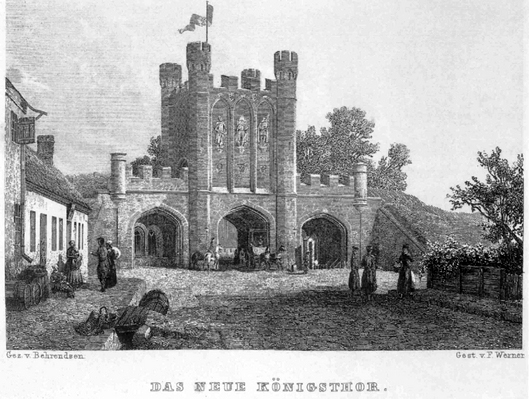
19世纪的国王门

位于国王大街的艺术学院收藏有逾400幅的画品，其中约50幅由意大利大师创作，此外还有一些早期荷兰画家的作品。在国王门，树有普热米斯尔·奥托卡一世、勃兰登堡-安斯巴赫的阿尔布雷希特和腓特烈一世的站像。弗里德里希·威廉·贝塞尔曾在柯尼斯堡天文台担任台长。

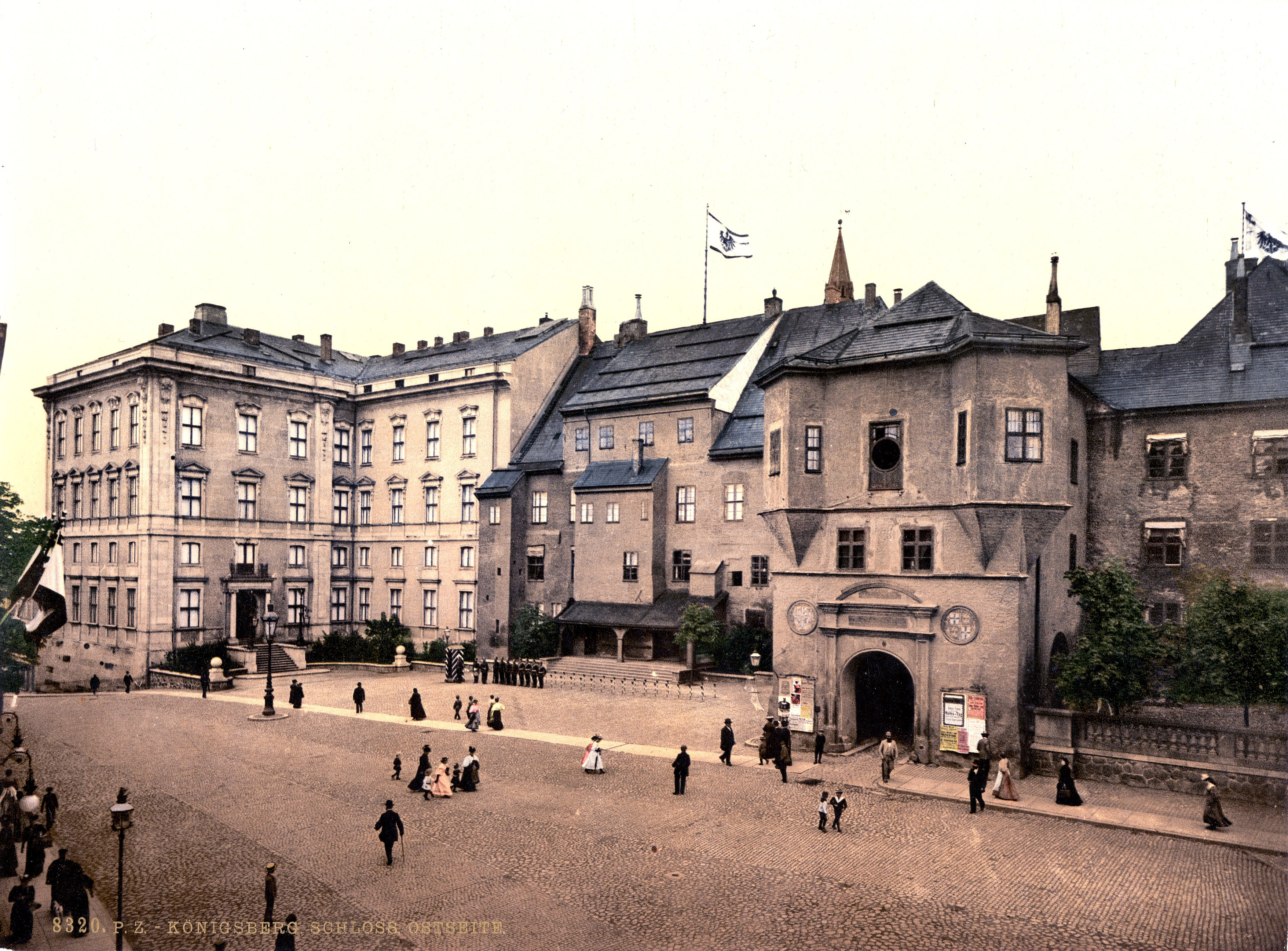
1900年的柯尼斯堡城堡，其上普魯士的國旗高高飄揚

柯尼斯堡城堡是柯尼斯堡最著名的建筑，曾是条顿骑士团大团长和普鲁士公爵的居住地，其附属的教堂也是腓特烈一世和威廉一世加冕的地方。
1544年，第一代普鲁士公爵勃兰登堡-安斯巴赫的阿尔布雷希特建立柯尼斯堡大学后，柯尼斯堡逐渐成为教育的中心。
许多支持宗教改革的德语和波兰语出版物在柯尼斯堡印刷。
柯尼斯堡曾经拥有柯尼斯堡足球俱乐部和普鲁士-桑兰柯尼斯堡足球俱乐部。